# Очал, Гленн
Гленн Очал (англ. Glenn Ochal; род. 1 марта 1986, Филадельфия, Пенсильвания) — американский гребец, выступающий за сборную США по академической гребле с 2003 года. Бронзовый призёр летних Олимпийских игр в Лондоне, победитель и призёр многих регат национального значения.

## Биография
Гленн Очал родился 1 марта 1986 года в Филадельфии, штат Пенсильвания.
Заниматься академической греблей начал в 2001 году во время учёбы в Римско-католической старшей школе Филадельфии. Позже состоял в гребной команде Принстонского университета, неоднократно принимал участие в различных студенческих регатах. Проходил подготовку в клубе Crescent Boat Club в Филадельфии.
Дебютировал в гребле на международной арене в 2003 году, выступив в парных двойках на юниорском мировом первенстве в Афинах.
В 2005—2007 годах выступал на молодёжном уровне, в частности стартовал на молодёжных чемпионатах мира в Амстердаме и Глазго.
Начиная с 2009 года соревновался среди взрослых спортсменов в основном составе американской национальной сборной. Дебютировал в Кубке мира, принял участие в чемпионате мира в Познани — в парных четвёрках сумел квалифицироваться здесь лишь в утешительный финал B и расположился в итоговом протоколе соревнований на 12 строке.
В 2010 году на мировом первенстве в Карапиро в парных двойках был седьмым.
На чемпионате мира 2011 года в Бледе показал в парных четвёрках восьмой результат.
Благодаря череде удачных выступлений удостоился права защищать честь страны на летних Олимпийских играх 2012 года в Лондоне. В составе распашного экипажа-четвёрки без рулевого в финале пришёл к финишу третьим позади команд из Великобритании и Австралии — тем самым завоевал бронзовую олимпийскую медаль.
После лондонской Олимпиады Очал остался в составе гребной команды США на ещё один олимпийский цикл и продолжил принимать участие в крупнейших международных регатах. Так, в 2013 году в восьмёрках он одержал победу на этапе Кубка мира в Люцерне.
В 2014 году на мировом первенстве в Амстердаме стал шестым в безрульных двойках.
В 2015 году в безрульных четвёрках победил на этапе Кубка мира в Варезе, в то время как на чемпионате мира в Эгбелете отобрался в утешительный финал B и разместился в общем зачёте на седьмой позиции.
Находясь в числе лидеров американской национальной сборной, благополучно прошёл отбор на Олимпийские игры 2016 года в Рио-де-Жанейро. На сей раз стартовал в восьмёрках и попасть в число призёров не смог, финишировал в главном финале четвёртым.
В 2018 году выступил на чемпионате мира в Пловдиве, где так же занял четвёртое место в восьмёрках.